# Campeonato Asiático de Atletismo de 2023 - Arremesso de peso masculino
A prova do arremesso de peso masculino do Campeonato Asiático de Atletismo de 2023 foi disputada no dia 14 de julho de 2023, no Estádio Nacional, em Banguecoque, na Tailândia.

## Recordes
Antes desta competição, os recordes mundiais e do campeonato nesta prova eram os seguintes:
|                       | Nome                   | Nacionalidade  | Distância | Local       | Data                |
| --------------------- | ---------------------- | -------------- | --------- | ----------- | ------------------- |
| Recorde mundial       | Ryan Crouser           | Estados Unidos | 23m 56cm  | Los Angeles | 27 de maio de 2023  |
| Recorde do campeonato | Inderjeet Singh        | Índia          | 20m 41cm  | Wuhan       | 3 de junho de 2015  |
| Recorde asiático      | Tajinderpal Singh Toor | Índia          | 21m 77cm  | Bubanesvar  | 19 de junho de 2023 |

## Medalhistas
| Ouro                         | Prata              | Bronze            |
| Tajinderpal Singh Toor (IND) | Mehdi Saberi (IRI) | Ivan Ivanov (KAZ) |

## Cronograma
Todos os horários são locais (UTC+7)
| Data        | Hora  | Evento |
| ----------- | ----- | ------ |
| 14 de julho | 16:00 | Final  |

## Resultado final
A final ocorreu no dia 14 de julho às 16:00.
| Posição           | Atleta                 | Nacionalidade  | #1    | #2    | #3    | #4    | #5    | #6    | Resultados | Notas           |
| ----------------- | ---------------------- | -------------- | ----- | ----- | ----- | ----- | ----- | ----- | ---------- | --------------- |
| Medalha de ouro   | Tajinderpal Singh Toor | Índia          | 19.80 | 20.23 | –     | –     | –     | –     | 20.23      |                 |
| Medalha de prata  | Mehdi Saberi           | Irão           | 19.13 | 19.20 | 19.05 | 19.74 | 19.98 | x     | 19.98      | Recorde pessoal |
| Medalha de bronze | Ivan Ivanov            | Cazaquistão    | 18.33 | 18.75 | 19.41 | x     | 19.87 | 19.19 | 19.87      |                 |
| 4                 | Tian Zhizhong          | China          | 18.73 | 19.10 | 18.80 | x     | 18.92 | 18.86 | 19.10      |                 |
| 5                 | Ma Hao-wei             | Taipé Chinesa  | 18.00 | 18.28 | 18.34 | 19.04 | 18.78 | x     | 19.04      |                 |
| 6                 | Willie Morrison        | Filipinas      | 15.90 | 17.70 | x     | 17.86 | 18.17 | 17.93 | 18.17      |                 |
| 7                 | Jung Il-woo            | Coreia do Sul  | 17.61 | 17.76 | x     | x     | x     | x     | 17.76      |                 |
| 8                 | Jakkapat Niosri        | Tailândia      | 16.83 | x     | 17.73 | x     | x     | x     | 17.73      |                 |
| 9                 | Hitoshi Okumura        | Japão          | 17.69 | x     | x     |       |       |       | 17.69      |                 |
| 10                | Thongchai Silamool     | Tailândia      | x     | 15.66 | 15.85 |       |       |       | 15.85      |                 |
| 99                | Eakkarin Boonlap       | Tailândia      | x     | x     | x     |       |       |       | NM         |                 |
| 99                | Mohamed Daouda Tolo    | Arábia Saudita | x     | x     | x     |       |       |       | NM         |                 |

Legenda
| Recorde mundial       | Recorde mundial (World record)               |                       | Recorde africano                      | Recorde africano (African) |                                           | Q | Classificado por posição (Qualified) |
| Recorde do campeonato | Recorde do campeonato (Championship record)  | Recorde da América    | Recorde da América (Americas)         | q                          | Classificado por melhor tempo (Qualified) |   |                                      |
| Melhor marca do ano   | Melhor marca do ano (World leading)          | Recorde asiático      | Recorde asiático (Asian)              | DNS                        | Não largou (Did not start)                |   |                                      |
| Recorde nacional      | Recorde nacional (National record)           | Recorde europeu       | Recorde europeu (European)            | DNF                        | Não terminou (Did not finish)             |   |                                      |
| Recorde pessoal       | Recorde pessoal do atleta (Personal best)    | Recorde da Oceania    | Recorde da Oceania (Oceania)          | DSQ / DQ                   | Desclassificado (Disqualified)            |   |                                      |
| Recorde da temporada  | Recorde da temporada do atleta (Season best) | Recorde sul-americano | Recorde sul-americano (South America) | NM                         | Sem marca (No mark)                       |   |                                      |